# Juan Tomás Ávila Laurel
Juan Tomás Ávila Laurel (n. 1966 în Malabo, Guineea Ecuatorială) este un scriitor din insula Annobón, teritoriu ce aparține statului african Guineea Ecuatorială.

## Scrieri
- 1994 - Poemas
- 1998 - Rusia se va a Asamse  (roman)
- 1999 - La carga  (roman)
- 1999 - El derecho de pernada (eseu)
- 2002 - Misceláneas guineoecuatorianas